# Nancy Evans (Tischtennisspielerin)
Nancy Evans (* 1903; † 28. Juli 1998 in Cardiff) war eine der führenden Tischtennisspielerinnen von Wales sowie eine Funktionärin.

## Spielerin
In der Zeit vor und nach dem Zweiten Weltkrieg war Nancy Evans die stärkste Tischtennisspielerin von Wales. Sie gewann alle Einzelmeisterschaften von Wales von 1935 bis 1946, insgesamt sechsmal. Von 1940 bis 1945 wurden in Wales keine Meisterschaften durchgeführt. Von 1935 bis 1950 nahm sie fünfmal für Wales an Weltmeisterschaften teil.

## Funktionärin
1944 übernahm sie das Amt des Generalsekretärs des Tischtennisverbandes Wales (Table Tennis Association of Wales Ltd.). Dieses Amt hatte sie bis 1989 inne. Bei der Gründung der Europäischen Tischtennisvereinigung ETTU gehörte sie dem ersten Präsidium an. Von 1960 bis 1984 war sie Generalsekretärin der ETTU.
Ihr zu Ehren wurde das Turnier Europäischer Messestädte-Pokal 1984 umbenannt in ETTU Nancy Evans Cup.

## Privat
1933 heiratete sie Roy Evans, den späteren Präsidenten des Tischtennis-Weltverbandes ITTF.

## Turnierergebnisse
| Verband | Veranstaltung     | Jahr | Ort       | Land | Einzel       | Doppel        | Mixed     | Team |
| ------- | ----------------- | ---- | --------- | ---- | ------------ | ------------- | --------- | ---- |
| WAL     | Weltmeisterschaft | 1950 | Budapest  | HUN  | keine Teiln. | letzte 16     | letzte 64 | 9    |
| WAL     | Weltmeisterschaft | 1949 | Stockholm | SWE  | keine Teiln. | letzte 16     | letzte 32 | 7    |
| WAL     | Weltmeisterschaft | 1947 | Paris     | FRA  | letzte 64    | letzte 16     | letzte 64 | 5    |
| WAL     | Weltmeisterschaft | 1938 | Wembley   | ENG  | letzte 32    | Viertelfinale | letzte 64 | 4    |
| WAL     | Weltmeisterschaft | 1935 | Wembley   | ENG  | letzte 32    | letzte 16     | letzte 16 | 6    |